# Всемирный день телевидения
Всеми́рный день телеви́дения (на других официальных языках ООН: англ. World Television Day , исп. Día Mundial de la Televisión, фр. Journée internationale de la télévision)  — международный день, отмечается по предложению Генеральной Ассамблеи Организации Объединённых Наций (Резолюция №  A/RES/51/205) ежегодно, 21 ноября, начиная с 1997 года.
17 декабря 1996 года, на 88 пленарном заседании, Генеральная Ассамблея предложила отмечать этот Всемирный день с целью поощрения обмена телевизионными программами, прежде всего посвящёнными таким проблемам, как мир, безопасность, развитие и расширение культурного обмена.
21 ноября было выбрано в ознаменование даты проведения в ООН в 1996 году первого Всемирного телевизионного форума.
В своём послании в 2002 году по случаю Всемирного дня телевидения Генеральный секретарь ООН отметил:

«ежегодное празднование Всемирного дня телевидения проводится для того, чтобы привлечь внимание к роли телевидения в продвижении мира и развития».— Кофи Аннан
Он также отметил, что телевидение наряду с радио и Интернетом должно заботиться о том, чтобы не стать средством распространения нетерпимости, стереотипов, бесчеловечных материалов.